# Fase de classificació de la Copa d'Àfrica de Nacions 1970
Fase de classificació de la Copa d'Àfrica de Nacions de futbol de l'any 1970.
- Congo-Kinshasa classificat com a campió anterior.
- Sudan classificat com a organitzador.

## Primera ronda
| Equip 1       | Global | Equip 2      | Anada | Tornada |
| ------------- | ------ | ------------ | ----- | ------- |
| Zàmbia        | 5–4    | Maurici      | 2–2   | 3–2     |
| Uganda        | 2–3    | Camerun      | 2–1   | 0–2     |
| Kenya         | 1–2    | Tanzània     | 0–1   | 1–1     |
| Algèria       | 2–1    | Marroc       | 2–0   | 0–1     |
| Guinea        | 5–1    | Togo         | 4–0   | 1–1     |
| R. Àrab Unida | n/d    | Somàlia      | —     | —       |
| Mali          | n/d    | Alt Volta    | —     | —       |
| Níger         | n/d    | Nigèria      | —     | —       |
| Senegal       | n/d    | Sierra Leone | —     | —       |

| Zàmbia                            | 2–2 | Maurici                 |
| --------------------------------- | --- | ----------------------- |
| Chitalu 70' (pen.) · Kapengwe 87' |     | Tostée 3' · Desvaux 13' |

 Lusaka
| Maurici                         | 2–3 (pr.) | Zàmbia                                      |
| ------------------------------- | --------- | ------------------------------------------- |
| Glover 18' (pen.) · Desvaux 37' |           | Kalimukwa 39' · Simutowe 80' · Chitalu 120' |

 Curepipe
Zàmbia guanyà 5–4 en l'agregat.
| Uganda          | 2–1 | Camerun      |
| --------------- | --- | ------------ |
| Wasswa 17', 90' |     | Atangana 10' |

 Kampala
| Camerun           | 2–0 | Uganda |
| ----------------- | --- | ------ |
| Atangana 43', 57' |     |        |

 Yaoundé
Camerun guanyà 3–2 en l'agregat.
| Kenya | 0–1 | Tanzània    |
| ----- | --- | ----------- |
|       |     | Choteka 40' |

 Nairobi City Stadium, Nairobi
| Tanzània | 1–1 | Kenya    |
| -------- | --- | -------- |
| Gol      |     | Molo 70' |

 Dar es Salaam
Tanzània guanyà 2–1 en l'agregat.
| Algèria                  | 2–0 | Marroc |
| ------------------------ | --- | ------ |
| Khalem 10' · Natouri 20' |     |        |

| Marroc       | 1–0 | Algèria |
| ------------ | --- | ------- |
| Mahroufi 83' |     |         |

Algèria guanyà 2–1 en l'agregat.
| Guinea         | 4–0 | Togo |
| -------------- | --- | ---- |
| Souleymane · ? |     |      |

 Stade du 28 Septembre, Conakry
| Togo | 1–1 | Guinea |
| ---- | --- | ------ |
| Gol  |     | Kandia |

 Stade Général Eyadema, Lomé
Guinea guanyà 5–1 en l'agregat.
| R. Àrab Unida | n/d | Somàlia      |
| ------------- | --- | ------------ |
|               |     | Abandonament |

República Àrab Unida classificada, Somàlia abandonà.
| Mali | n/d | Alt Volta    |
| ---- | --- | ------------ |
|      |     | Abandonament |

Mali classificat, Alt Volta abandonà.
| Níger | n/d | Nigèria      |
| ----- | --- | ------------ |
|       |     | Abandonament |

Níger classificat, Nigèria abandonà.
| Senegal | n/d | Sierra Leone |
| ------- | --- | ------------ |
|         |     | Abandonament |

Senegal classificat, Sierra Leone abandonà.

## Segona ronda
| Equip 1       | Global | Equip 2       | Anada | Tornada |
| ------------- | ------ | ------------- | ----- | ------- |
| Etiòpia       | 9–1    | Tanzània      | 7–0   | 2–1     |
| Zàmbia        | 3–4    | Camerun       | 2–2   | 1–2     |
| Ghana         | 15–1   | Níger         | 6–0   | 9–1     |
| R. Àrab Unida | 2–1    | Algèria       | 1–0   | 1–1     |
| Guinea        | 5–4    | Senegal       | 4–3   | 1–1     |
| Mali          | 0–4    | Costa d'Ivori | 0–0   | 0–4     |

| Etiòpia                                                                  | 7–0 | Tanzània |
| ------------------------------------------------------------------------ | --- | -------- |
| Vassalo 19' · Asmerom 24', 51', 83' · Tewolde 25' · Abdo 70' · Asfaw 80' |     |          |

 Addis Ababa
| Tanzània | 1–2 | Etiòpia           |
| -------- | --- | ----------------- |
| Zimbwe   |     | Vassalo · Tewolde |

 Dar es Salaam
Etiòpia guanyà 9–1 en l'agregat.
| Zàmbia                     | 2–2 | Camerun                      |
| -------------------------- | --- | ---------------------------- |
| Ndhlovu 25' · Simutowe 65' |     | Confiance 60' · Atangana 75' |

| Camerun                          | 2–1 | Zàmbia     |
| -------------------------------- | --- | ---------- |
| Confiance 56' · Owona 75' (pen.) |     | Chitalu 2' |

 Yaoundé
Camerun guanyà 4–3 en l'agregat.
| Ghana     | 6–0 | Níger |
| --------- | --- | ----- |
| Owusu · ? |     |       |

 Accra
| Níger | 1–9 | Ghana                 |
| ----- | --- | --------------------- |
| ?     |     | Owusu · Ankrah · Kofi |

 Niamey
Ghana guanyà 15–1 en l'agregat.
| R. Àrab Unida | 1–0 | Algèria |
| ------------- | --- | ------- |
| El-Shazly 58' |     |         |

| Algèria   | 1–1 | R. Àrab Unida |
| --------- | --- | ------------- |
| Khalem 9' |     | El-Shazly 53' |

República Àrab Unida guanyà 2–1 en l'agregat.
| Guinea         | 4–3 | Senegal         |
| -------------- | --- | --------------- |
| Kandia · ? · ? |     | Gol · Gol · Gol |

 Stade du 28 Septembre, Conakry
| Senegal | 1–1 | Guinea   |
| ------- | --- | -------- |
| ?       |     | Thiam 9' |

 Dakar
Guinea guanyà 5–4 en l'agregat.
| Mali | 0–0 | Costa d'Ivori |
| ---- | --- | ------------- |
|      |     |               |

 Bamako
| Costa d'Ivori | 4–0 | Mali |
| ------------- | --- | ---- |
|               |     |      |

 Abidjan
Costa d'Ivori guanyà 4–0 en l'agregat.

## Equips classificats
Els 8 equips classificats foren:
- Camerun
- Congo-Kinshasa (vigent campió)
- Etiòpia
- Ghana
- Guinea
- Costa d'Ivori
- Sudan (seu)
- R. Àrab Unida